# Władimir Utkin
Władimir Fiodorowicz Utkin (ros. Влади́мир Фёдорович У́ткин, ur. 17 października 1923 we wsi Pustobor w obwodzie riazańskim, zm. 15 lutego 2000 w Moskwie) – radziecki i rosyjski naukowiec i konstruktor rakiet, dwukrotny Bohater Związku Radzieckiego (1969 i 1976).

## Życiorys
W 1941 z wyróżnieniem skończył szkołę średnią w mieście Kasimow, następnie odbywał służbę w Armii Czerwonej, służył w pułkach łączności, był telegrafistą wojskowym. Od 1942 do końca wojny walczył na Froncie Wołchowskim, Północno-Kaukaskim, Południowym, 4 Ukraińskim i 1 Ukraińskim oraz 3 Białoruskim, 1946 zdemobilizowany, za zasługi frontowe odznaczony trzema orderami, a także kilkoma medalami. Po demobilizacji studiował w Leningradzkim Instytucie Wojskowo-Mechanicznym, po ukończeniu którego pracował w biurze konstruktorskim (od 1966 noszącym nazwę „Jużnoje”) w Dniepropetrowsku jako inżynier konstruktor i starszy inżynier. W 1967 został I zastępcą głównego konstruktora i szefa biura konstruktorskiego „Jużnoje”, 1971 został głównym konstruktorem i szefem, a w 1979 generalnym konstruktorem i szefem biura konstruktorskiego. Od 1967 doktor nauk technicznych, potem profesor. Pracował m.in. przy konstrukcji rakiety SS-18 (R-36M) i SS-24 (RT-23UTTH). Od 1976 działający członek Akademii nauk Ukraińskiej SRR, a od 1984 akademik Akademii Nauk ZSRR (od 1991 Rosyjskiej Akademii Nauk), 1990-2000 dyrektor Centralnego Instytutu Naukowo-Badawczego Budowy Maszyn Rosyjskiej Agencji Kosmicznej. 1972-1989 deputowany do Rady Najwyższej ZSRR, 1989-1991 deputowany ludowy ZSRR. 1976-1991 członek KC KPZR. 27 maja 1987 otrzymał honorowe obywatelstwo Riazania.

## Odznaczenia i nagrody
- Medal Sierp i Młot Bohatera Pracy Socjalistycznej (dwukrotnie - 29 sierpnia 1969 i 12 sierpnia 1976)
- Order Lenina (sześciokrotnie - 17 czerwca 1961, 26 lipca 1966, 29 sierpnia 1969, 16 października 1973, 12 sierpnia 1976 i 17 października 1983)
- Order „Za zasługi dla Ojczyzny” II klasy (23 października 1998)
- Order „Za zasługi dla Ojczyzny” III klasy (24 grudnia 1996)
- Order Wojny Ojczyźnianej I klasy (11 marca 1985)
- Order Czerwonego Sztandaru Pracy (26 czerwca 1959)
- Order Wojny Ojczyźnianej II klasy
- Order Czerwonej Gwiazdy (dwukrotnie - 27 października 1944 i 18 maja 1945)
- Nagroda Leninowska (1964)
- Nagroda Państwowa ZSRR (1980)
- Medal „Za zasługi bojowe” (18 maja 1943)
- Medal „Za pracowniczą dzielność” (20 kwietnia 1956)
- Złoty Medal Akademii Nauk ZSRR im. Korolowa (1989)

I medale.